# Rudolf Kobs
Rudolf Kobs (* 17. Juni 1893 in Berlin; † 23. Januar 1978 in Dortmund) war ein deutscher Leichtathlet und Geräteturner.

## Karriere
Kobs startete als Leichtathlet für den Lübeckschen TV Berlin bei den Deutschen Meisterschaften 1919 und wurde Dritter im Zehnkampf mit 739,23 Punkten. Später war er als Turner für den TV Vorwärts Breslau aktiv. Er war drei Mal erster Kreisfestsieger im Zwölfkampf. 1921 wurde er Meister im Gerätezehnkampf der DT Leipzig mit 184 Punkten, im volkstümlichen Zehnkampf der DT Nürnberg sowie im Zwölfkampf der DT Hannover. 1922 gewann er den Zwölfkampf bei den Deutschen Kampfspielen in Berlin. 1923 siegte er im Zwölfkampf im Rahmen des Deutschen Turnfests in München. Von 1923 bis 1924 war der Sportlehrer Olympiatrainer für das Gerätturnen in Finnland.
Er war der Großvater von Karsten Kobs.